# Подвір'ївка
Подві́р'ївка (до 1946 — Кишло-Замжієво) — село у Лівинецькій сільській громаді Дністровського району Чернівецької області України.
У селі діє пункт контролю через державний кордон з Молдовою Подвір'ївка—Липкани.

## Географія
Розташоване на сході області у долині річки Медвежка, притоки Прута, на південний схід від Чернівців за 29 км від райцентру (автошлях Т 2613 переходить у Р63) та за 3 км від станції Липкани.
Село межує із населеними пунктами: Липкани, Гліна, Котяла, Ларга, Медвежа, Зелена, Дрепкауць. Фактично оточене з трьох сторін кордоном з Молдовою.
Поверхня в основному — лесова полого-хвиляста рівнина, розчленована ярами, балками. Лежить у межах Західно-Української лісостепової фізико — географічної провінції.

### Клімат
Клімат помірно континентальний. Середня температура січня — мінус 4,1°С, липня — плюс 19,2°С. Період з температурою понад плюс 10°С становить 165 днів. Кількість опадів близько 550 мм на рік, переважно в теплий період року, максимальна кількість у червні–липні. Висота снігового покриву 17 см.
Сніговий покрив нестійкий. Міститься у вологій, помірно теплій агрокліматичній зоні.

## Історія
На території села знайдено рештки поселень кам'яного періоду. На північ від села, на високому березі струмка було знайдено поселення трипільської культури.
В античні часи в Бессарабії жили фракійські племена Бєссі. У VI ст. до н. е. на ці терени просуваються скіфи зі сходу. У IV ст. до н. е. до Бессарабії з правого берегу Дунаю переселяються гети. У 292 до н. е. р. гети розбили війська македонського правителя Лісімаха, який намагався скорити землі на північ від Дунаю. У I ст. до н. е. Бессарабія входить до складу військового об'єднання гетського правителя Буребісти, а в наступному столітті — до держави даків Децебала. Після воєн даків з Римом у 106 р. їхню державу долучили до римської провінції Дакія. Римська імперія поглинула мову даків, однак зберегла деякі елементи звичаїв, культури, національного одягу, основною мовою стала латина.
Провінція Дакія, як її описує Птолемей (ІІІ. 8), обіймала край між Тисою, Дунаєм, верхнім Дністром і Серетом. Римська окупація Дакії тривала трохи більш як півтора століття. Увесь цей час Дакія залишалася відокремленим передовим укріпленням Римської держави (від провінції Панонії її відділяла територія Язигів між Дунаєм і Тисою); втримувати її було дуже важко, і коли в середині III ст. з особливою силою розпочались напади на Римську державу сусідніх народів, Авреліан, для полегшення оборони, відмовився від цієї провінції. Римське і романізоване населення виведено в Тракію і Мезію, Дакію полишено (274). В цей період в межах села ймовірно розташовувався римський форпост, про що свідчать знахідки римських монет та предметів побуту.
В IV-VII ст.ст. територія краю входила до Антського союзу, що існував як союз слов'янських племен (антів).
 У VIII—XI століттях землі були заселені слов'янами-тиверцями, які поглинули залишки місцевого дако-скіфського населення.
Впродовж Х-го — XI-го століть край був у складі Давньоруської держави, у Галицькому князівстві. Після занепаду Київської Русі протягом XII — XIV-го століть край у складі Галицько-Волинської держави. В цей час починає формуватись територіальне утворення — Шипинська земля, що охоплювала територію Північної Буковини. Шипинська земля була пограниччям західної Русі. Південніше була Берладська земля (територія, контрольована Галичем). Зв'язки Шипинської землі з Галицько-Волинської державою були перервані монголо-татарською навалою Золотої Орди. В 1345 р., коли угорські війська здолали татар і вигнали їх з правобережжя Дністра, територія відійшла до Угорщини. Протягом 1340-1365 років на південному прикордонні Шипинської землі сформувалась нова держава — Молдавське князівство. Шипинська земля у складі Молдавського князівства з 1367 року Родове ім'я Шипинська земля витіснене терміном — Буковина. Практично весь час ці землі залишались предметом запеклих суперечок та воєн. В XV–XVI ст. Молдавське князівство остаточно потрапляє під владу Османської імперії, і стає фактично її провінцією.
Заснування села датується саме серединою XIII століття. Вперше у письмових джерелах згадується 17 червня 1429 року в документі господаря Молдови Олександра Доброго.
З XVI по XVIII ст. Буковина разом із усією Молдавією була підпорядкована туркам. Турецький султан поселив в межиріччі Дунаю и Дністра близько 30 тисяч турецьких та татарських родин для створення противаги козакам з іншого боку Дністра. Турки селилися біля кришталево чистого джерела — чишма (з тюркського — джерело). Такі турецькі джерела збереглися й досі по всій Бессарабії. Від тих часів походить назва села. На території сучасної Подвір'ївки нібито був розташований турецький гарнізон, довкола якого турки оселяли жителів сусідніх сіл, яких вони використовували як робочу силу. Турецьким загоном командував начебто якийсь Замжій. Слово кишло в перекладі з турецької мови означає поселення чи подвір'я. Аналогічного походження назви деяких інших бессарабських сіл (Оселівка — Кишло Неджімове,Удобне — Хан Кишло, Подвірне — Кишло-Салієве. На околицях села збереглися турецькі могильні кургани.
З 1711 року в межах повіту утворюється Хотинська райя. Протягом тривалих проміжків часу край займався та управлявся то польськими, то російськими військами.
Молдавські господарі князі Гіки  придбали у турків значну частину земель Кельменеччини в тому числі і Кишло Замжієво. Княжна Катерина Гіка одружилася з Миколою Руссет-Розновано, сином верховного Вестіара (казначея) Молдови 
Іордакі (Георгія) Росетті – Рознована  і отримала маєток, до якого входили Кишло Замжієво та Липкани. Родовий будинок Руссет-Розновано в Липканах зберігся до наших днів.
Після російсько-турецької війни Бессарабія була звільнена від османського панування і за Бухарестським мирним договором в 1812 році була приєднана до Росії. Згодом власником стає княгиня Марія Миколаївна Руссет-Розновано(1815, Ясси — 13.03.1899, Неаполь), що була одружена з графом Львом Львоовичем Соллогуб- генерал-майором російської армії, внуком графа Яна (Івана Антоновича) Соллогуба — генерал-ад'ютанта польського короля Станіслава Августа, згодом генерал-майора російської армії засновника роду Соллогубових. Саме вона піклувалася помістям Кишла-Замжієво та виділяла кошти на благоустрій та будівництво церкви в селі. Після одруження її доньки Катерини Львівни Соллогуб із генерал — лейтенантом графом Олександром Васильовичем Олсуф'євим помістя перейшло до Олсуф'євих. Останнім власником села був граф Олсуф'єв Юрій Олександрович — російський мистецтвознавець та реставратор, репресований та розстріляний в 1938 році.. Його син Михайло Юрієвич Олсуф'єв, в 1923 р. виїхав на Далекий Схід з метою пробратися за кордон. певний час проживав в Кишло Замжієво, яке тоді було під Румунією, помер в Парижі в 1983 р,. а внук — Андрій Михайлович Олсуф'єв, 1939 р.н. — відомий французький художник, архітектор та реставратор.

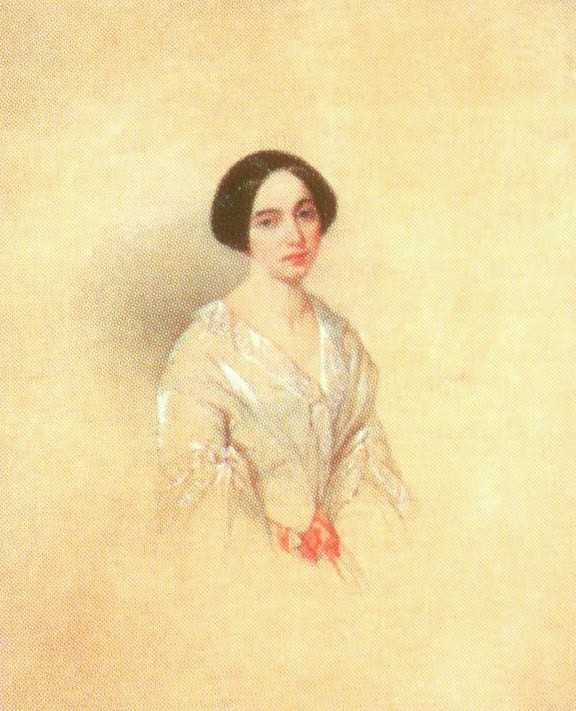
княгиня Марія Миколаївна Руссет-Розновано
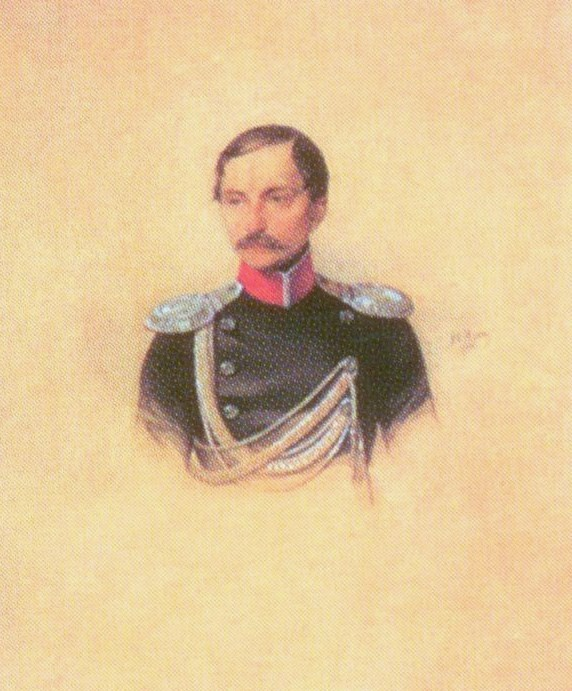
граф Лев Львович Соллогуб
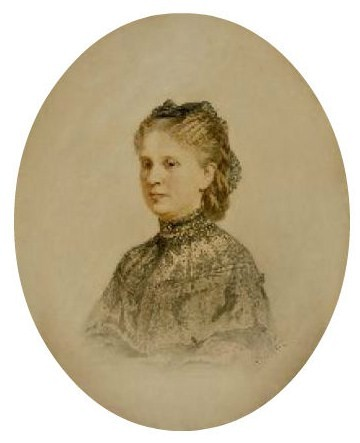
графиня Катерина Львівна Олсуф'єва
граф Олсуф'єв Олександр Васильовичграф Олсуф'єв Олександр Васильович
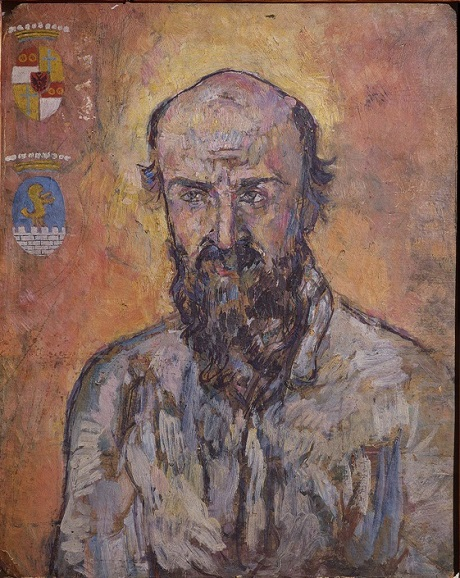
граф Олсуф'єв Юрій Олександрович

За даними на 1859 рік у власницькому селі Кишло Замжієво Липканської волості Хотинського повіту Бессарабської губернії, мешкало 796 осіб (378 чоловічої статі та 418 — жіночої), налічувалось 130 дворових господарств, існувала православна церква., — «Відомості про церкву Різдва Богородиці Хотинського повіту села Кишла-Замжієво за 1859 рік»: в 1803 році стараннями прихожан в селі була побудована дерев'яна церква, покрита гонтою, з кам'яною дзвіницею. Богослужіння проводилося на російській та молдавській мовах. При церкві на 1859 рік було 33 десятини землі (орної і для сінокосу). Записано священика Мардарія Тимофійовича Несторовича, дяка Григорія Миколайовича Базилюка і пономаря Івана Стефановича Москаленка. В цьому ж документі записано, що село належить поміщиці графині Марії Миколаївні Сологубовій, яка проживає в м. Санкт-Петербург. Тут же йде мова проте, що всі жителі (чоловіків — 372, жінок — 405) — православні, інших вір немає. В 1861 році згадується священик Ігнатій Миколайович Ватрич. В 1868 році, 22 березня одержано дозвіл на будівництво нової, вже кам'яної церкви. Нова церква була побудована в 1873 році. Згадується священик Іван Миколайович Дочул. Стареньку дерев'яну церкву розібрали і довгий час на місці її престолу стояла капличка, яку десь в 60-х роках уже ХХ століття зруйнували і було відновлено в двохтисячних.
За даними 1878 року згадується священик Яків Антонович Струтинський, 1885 року — священик Єлізарій Іларіонович Симашкевич. В 1887 році поміщик граф Олександр Васильвич Олсуф'єв, що проживав в м. Санкт-Петербург назначив управителя Лапацона Захарова з Росії. Станом на 1892 рік в селі проживало 584 чоловіки та 609 жінок. За даними 1895 року згадується вже інший священик — Микола Григорович Мошняга. Населення села — 623 чоловіки та 627 жінок.
| Рік  | Кількість дворів | Чоловіків | Жінок |
| ---- | ---------------- | --------- | ----- |
| 1859 | 93               | 372       | 405   |
| 1863 | 96               | 384       | 384   |
| 1873 | 102              | 410       | 409   |
| 1883 | 124              | 497       | 477   |
| 1892 | 147              | 584       | 609   |
| 1903 | 233              | 934       | 890   |

Станом на 1886 рік у царачькому (власницьке) селі Кишло Замжієво Липканської волості, мешкало 1213 особи, налічувалось 191 дворове господарство, існувала православна церква
У 1896 при церкві відкрито школу, учителем при якій був священик Микола Мошняга та псаломщик Іван Михайлович; діти вчили Закон Божий, церковний спів, вчилися читати, писати, рахувати. В 1900 році в село приїхав вчитель Ковач Володимир Петрович, який і став першим вчителем у селі. Розпочалося будівництво школи. А в 1902 році організувано хор хлопчиків та дівчаток. В 1917 році закінчила гімназію Діна Ковач, приїхала до брата в село Кишло-Замжієво, де допомагала йому вчити селянських дітей, а після румунської окупації, коли брат відмовився викладати на румунській мові, вона була призначена вчителем чотирикласної школи і вчителювала разом із своїм майбутнім чоловіком директором школи Проновичем Миколою Федоровичем. Вчителями також були брати Миколи Федоровича — Пронович Яків Федорович з дружиною Тамарою та Пронович Данило Федорович з дружиною Марією. В 1940 році, коли прийшла радянська влада, Діна Петрівна була призначена директором школи.
В 1919 році село приєднано до Королівства Румунія. Житель села О. Г. Кормуш — учасник Хотинського повстання 1919 року, пізніше — писар 1-ї кавалерійської бригади Г. І. Котовського, нагороджений орденом Червоного Прапора.
У 1939 році у Подвір'ївці відбувся страйк 150 сільських батраків проти орендатора Фіхмана за збільшення зарплати з 30 до 40 леїв у день. Було викликано жандармів, але селяни свого добились.
В 1940 році з ініціативи Басько Євгена було створено підпільну комсомольську організацію. 28 червня 1940 року село було звільнено від румунських окупантів. А Наказом від 4 жовтня 1940 року «Про встановлення кордонів між Українською РСР та Молдавскою РСР» село віднесено до Української РСР з кордонами по межі села.
Але після того, як німці пройшли через село, румунська влада повернулася. Під час другої світової війни бойових дій на території села не було, бій відбувся в лісі. Залишилися тіла кількох радянських бійців та німецьких солдат. На території села було поховано двох радянських солдат, але згодом їх останки перевезено до братської могили смт. Кельменці. На фронтах Великої Вітчизняної війни 330 мешканців села брали участь у боях проти фашистів, з них 130 нагороджені орденами та медалями, 195 не повернулися з війни. В березні 1944 року наш край був звільнений від німецько-фашистських загарбників.
Школа — семирічка знову запрацювала в селі з 1944 року. А під час війни в приміщенні школи знаходився лазарет для поранених. Директором школи була Пронович Діна Петрівна.
Половина села в 1946 році об'єдналася в колгосп ім. Молотова. Очолив його фронтовик Іван Сидорович Галяс. Друга половина села створила свій колгосп — «Країна Рад» в 1947 році. Головою став Леонід Андрійович Кормуш. Було дуже важко. Колишній бригадир рільничої бригади Желізний С. І. розповідав, що мали лише 17 пар коней, не вистачало фуражу. Вже у 1948 році з'явився перший трактор. Почали сіяти кукурудзу, цукрові буряки. Засіяли озиминою 40 гектарів. В 1950 році обидва колгоспи об'єдналися в колгосп ім. Мічуріна. Головою став Пантелей Омелянович Погоріловський. Колгосп має 2321 га землі, у тому числі орної — 1835, садів — 127 га, виноградників — 13,8 га. На фермах утримується понад 4 тис. голів худоби. Господарство має 24 трактори, 5 комбайнів, 9 автомашин, 40 електромоторів. Напрям господарства зерно-буряковий з розвинутим м'ясо-молочним тваринництвом. У колгоспі сіють пшеницю, кукурудзу, цукрові буряки. Є тут вальцьовий млин, олійниця, пасіка. За успіхи, досягнуті в розвитку сільського господарства. Збирали по 32-35 ц. зернових з гектара, 35 ц. кукурудзи і 342 ц/га цукрових буряків. У 1971 році колгосп нагороджено орденом «Знак пошани». Голова колгоспу Всеволод Іванович Гедзіра удостоєний звання «Герой соціалістичної праці», а 7 жителів села нагороджено орденом Леніна. Близько 70 колгоспників за сумлінну працю нагороджено орденами імедалями. В Подвір'ївці працюють середня школа, Будинок культури, бібліотека. Є в селі фельдшерсько-акушерський пункт, стоматологічний кабінет, профілакторій, універмаг, 5 магазинів, лазня, молочна кухня, відділення зв'язку. В 50-х роках в селі було проведено перший телефон. Сільська рада, у якій він знаходився, була у будинках жителів. Першим головою сільської ради в 40-х роках став Ніщенко Юхим.
В 60-х роках в селі було побудовано кафе, будинок культури. А в 1961 році відкрито 8-річну школу в приміщенні, де зараз знаходиться прикордонна застава. В 1968 році школа стала середньою. У 1969 році побудовано приміщення дитячого садочка. У 70-х роках було побудовано 3 магазини. З 1987 року заасфальтовано 8,1 км дороги в селі. В 1976 році відкрито нову школу, а біля школи — посаджено алея ялинок вчителем — фронтовиком Проновичем Борисом Миколайовичем.

## Пам'ятки
- Храм Різдва Пресвятої Богородиці — розпочато будівництво в 1868 році, завершено — 1873 році. про стан храму піклувалися пани — графиня Сологубова, що проживала в м. Санкт-Петербург, граф Ульсуф'єв, а також управитель Лапацон Захаров. У 1939 році дяк Кравченко не дав можливості зруйнувати храм та огорожу ризикуючи своїм життям.
- Музей історії села та бойової слави
- Світлиця пам'яті Раїси Вержак

## Населення
У книзі «Бессарабские русины» чітко описується етнічний склад села — «местность населена бессарабскими русинами (малоросами) в которых язык исключительно малорусский»
1859: 796
1886: 1 213
1930: 2 541
Згідно з переписом УРСР 1989 року чисельність наявного населення села становила 2476 осіб, з яких 1124 чоловіки та 1352 жінки.
За переписом населення України 2001 року в селі мешкали 2304 особи.
2007: 2 310
2011: 2 271

### Мова
Розподіл населення за рідною мовою за даними перепису 2001 року:
| Мова       | Відсоток |
| ---------- | -------- |
| українська | 95,58 %  |
| молдовська | 2,86 %   |
| російська  | 1,34 %   |
| румунська  | 0,09 %   |
| білоруська | 0,04 %   |

## Відомі уродженці
- Гедзіра Всеволод Іванович — Герой Соціалістичної Праці, колишній голова колгоспу
- Круглянко Марія Павлівна — депутат Верховної Ради УРСР 8-9-го скликання.
- Бабинчук Андрій Вікторович — чемпіон України з пауерліфтингу. КМС (I.P.F.). Чемпіон Європи з пауерліфтингу (жим лежачи). МСМК (V.P.O.), абсолютний чемпіон кубка Таврики

## Спортивне життя
В селі є власна футбольна команда та секція пауерліфтингу організатором якої у 1998 був майстер спорту з пауерліфтингу Віктор Володимирович Рекун. Він відкрив спортивний зал для силових тренувань. Тоді учень школи Чумак Андрій почав заняття у залі, а сьогодні він є чемпіоном світу з пауерліфтингу, майстром спорту по VPO (PRO). Гордість школи — вчитель математики Бабинчук Андрій Вікторович — тренер-викладач спортивного клубу «Айрон мен» (філіал Бабинської ДЮСШ), рекордсмен Європи з жиму лежачи за версією VPO, багаторазовий призера і чемпіон України з пауерліфтингу (жим лежачи) за версією IPF. Його вихованці є рекордсменами області серед юнаків (Глушко Роман, Чебанік Олександр), а учень 9 класу Глушко Роман — чемпіоном України з пауерліфтингу серед учнів ДЮСШ. В школі діють секція легкої атлетики та баскетболу. Шкільні команди регулярно здобувають призові місця на районних та обласних змаганнях. У 2012 році започатковано проведення турніру з баскетболу в честь вчителя фізичної культури — ветерана педагогічної ниви, колишнього директора школи Кушнірюка О. А.

## Соціальна сфера
- школа,
- дитячий садок,
- Народний Дім (будинок культури),
- бібліотека,
- відділення зв'язку, ощадкаса
- прикордонний загін 2195,
- амбулаторія сімейної медицини.[17]

## Світлини

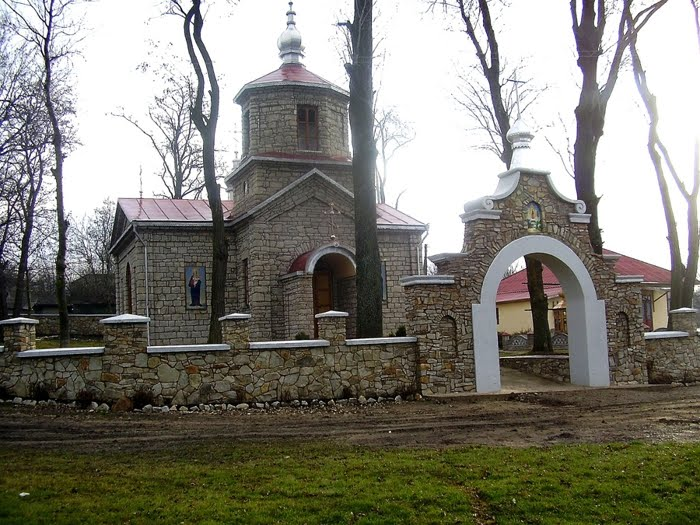
Храм Різдва Пресвятої Богородиці Росетті - Рознован
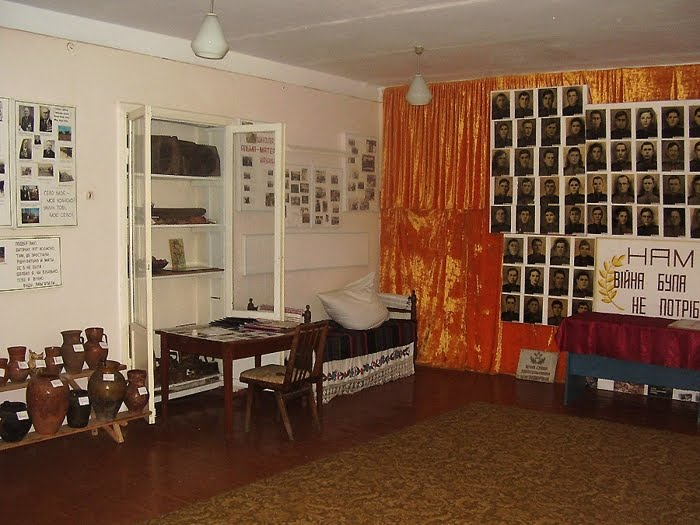
Музей історії села та бойової слави